# 利金鎮區 (伊利諾伊州克勞福德縣)
利金鎮區（英語：Licking Township）是位於美國伊利諾伊州克勞福德縣的一個行政鎮區。

## 地方資料
根據2010年美國人口普查的數據，利金鎮區的面積為105.40平方千米，當中陸地面積為105平方千米，而水域面積為0.4平方千米。當地共有人口437人，而人口密度為每平方千米4.15人。